# Bệnh viện Bình Dân (Thành phố Hồ Chí Minh)
Bệnh viện Bình Dân là một bệnh viện chuyên khoa hạng I và là tuyến trung ương về phẫu thuật tổng quát, niệu khoa và nam khoa trực thuộc Sở Y tế Thành phố Hồ Chí Minh.

## Lịch sử
Thành lập năm 1954, ban đầu bệnh viện Bình Dân là bệnh viện thực hành dành cho sinh viên y khoa trực thuộc Bộ Quốc gia Giáo dục Việt Nam Cộng Hòa. Cùng với bệnh viện Chợ Rẫy (khối Ngoại A - Sọ não), bệnh viện Bình Dân (khối Ngoại B - Bụng) là cơ sở thực tập chính cả đại học lẫn sau đại học về Ngoại chung, về Ngoại Niệu, về Chấn thương chỉnh hình, về Ung thư, về Mắt, về Tai Mũi Họng, về Hàm mặt, về Da liễu và về Gây mê Hồi sức cho Trường Đại học Y khoa Sài Gòn.
Hiện nay, bệnh viện Bình Dân là bệnh viện chuyên khoa hạng I và là tuyến trung ương về phẫu thuật tổng quát, niệu khoa và nam khoa với trang thiết bị hiện đại, phát triển nhiều lĩnh vực chuyên sâu do các giáo sư, phó giáo sư, tiến sĩ, bác sĩ chuyên gia đảm trách. Bệnh viện được xếp hạng I năm 2020.

## Quy mô
Với 790 giường bệnh, hằng năm Bệnh viện Bình Dân có hơn 10.000 ca phẫu thuật tổng quát và 13.000 ca phẫu thuật niệu khoa. Bên cạnh đó, số lượng bệnh nhân đến khám và điều trị ngoại trú mỗi năm gần 400.000 người.
Bệnh viện được chia thành 2 khu tọa lạc 2 bên đường Điện Biên Phủ gồm khu khám thường và nội trú tại số 371 Điện Biên Phủ, Phường 4, Quận 3, Thành phố Hồ Chí Minh và khu khám và điều trị kỹ thuật cao tại số 326 Điện Biên Phủ, Phường 11, Quận 10, Thành phố Hồ Chí Minh. Cả 2 khu được liên kết với nhau thông qua một cầu vượt có mái che.

## Phục vụ
Bệnh viện chuyên khám, phẫu thuật và điều trị tổng quát và tiết niệu với các lĩnh vực chuyên môn:
- Điều trị sỏi niệu, mổ, phẫu thuật tạo hình trong niệu khoa.
- Nội soi tán sỏi bàng quang, niệu quản. Cắt đốt nội soi bướu bàng quang, tuyến tiền liệt
- Chăm sóc, điều trị bệnh lý về tim mạch, siêu âm tim, tim mạch can thiệp – can thiệp nội mạch, đặt stent động mạch vành, động mạch ngoại biên.
- Tạo hình cơ quan sinh dục, điều trị xuất tinh sớm, rối loạn cương dương,...
- Điều trị thoát vị bẹn, phẫu thuật điều trị trực tràng, nứt hậu môn,...
- Điều trị cắt u tuyến giáp, u trung thất, cắt thùy, đặt stent tĩnh mạch chủ...
- Phẫu thuật nôi soi các bệnh lý ác tính như ung thư gan, ung thư lách, sỏi đường mật và ngoài gan.
- Thực hiện hóa trị trước mổ, chăm sóc giảm nhẹ người bệnh ung thư.
- Điều trị suy thận mạn, suy thận cấp, chạy thận nhân tạo.
- Phẫu thuật cắt mí mắt, cắt mỡ, cắt da thừa, nâng mũi bằng vật liệu nhân tạo, thu mỏng môi dày...
- Phẫu thuật nội soi Robot về các bệnh tổng quát, tiết niệu,...

## Thành tựu
- Huân chương Lao động hạng III năm 2017[5][6].

## Bê bối

### Sai phạm đấu thầu thuốc - Chưa công khai minh bạch
Qua thanh tra toàn diện từ ngày 1-1-2009 đến 31-12-2012, đoàn thanh tra phát hiện tại đây nhiều sai phạm như chưa thể hiện tinh thần dân chủ; liên doanh đặt máy siêu âm không có chủ trương của Sở Y tế; sai phạm đấu thầu thuốc; chưa công khai minh bạch... Cụ thể, sai phạm khi thành lập Khoa nội tổng hợp thiếu dân chủ, không qua Phòng tổ chức cán bộ mà chỉ giao Phòng kế hoạch tổng hợp tham mưu. Kết luận thanh tra xác định trách nhiệm trên thuộc về ông Nguyễn Chí Hùng, nguyên giám đốc bệnh viện (đã nghỉ hưu) và các thuộc cấp. Thanh tra đề nghị thu hồi, nộp ngân sách nhà nước số tiền hơn 3,384 tỷ đồng đối với các cá nhân đã nhận và khoản tiền thất thu, trong đó ông Nguyễn Chí Hùng phải trả lại hơn 1,165 tỷ đồng...
Mặt khác, chính ông Hùng đã ưu ái con của mình là dược sĩ khi tuyển dụng không qua học việc mà cho thử việc luôn, sau đó ký hợp đồng lao động. Quy định các bác sĩ phải học sau đại học mới ký hợp đồng nhưng có 6 bác sĩ, dược sĩ chưa học sau đại học cũng được ông Hùng cho ký hợp đồng. Trong khi có những bác sĩ làm việc rất lâu, tận tụy nhưng không được ký hợp đồng lao động. Ngoài ra, Bệnh viện Bình Dân liên doanh liên kết đặt máy siêu âm với Phòng khám đa khoa Lạc Việt, đặt máy CT-Scanner với Công ty TNHH Việt Nhật không được phép của Sở Y tế. Bệnh viện Bình Dân cũng sai phạm trong mua sắm trang thiết bị y tế, đấu thầu thuốc làm thất thoát và lãng phí nhiều tỷ đồng; cho thuê mặt bằng giữ xe không qua đấu thầu...
Kết quả thanh tra cũng cho thấy, tại bệnh viện Bình Dân có nhiều sai phạm trong quản lý và chi tiêu sử dụng ngân sách nhà nước, có những nhóm lợi ích thao túng trong bệnh viện, Ban Giám đốc bệnh viện buông lỏng việc quản lý viên chức đi nước ngoài, trong đó hơn 70% viên chức của bệnh viện đi nước ngoài không có văn bản chấp thuận của Sở y tế và của Ủy ban nhân dân thành phố.
Bên cạnh đó, bệnh viện gây thất thu hơn 250 triệu đồng; Một số cá nhân đã trục lợi từ việc liên doanh liên kết với các phòng khám bên ngoài, gây lãng phí trên 2 tỷ đồng (từ nguồn Quỹ phát triển hoạt động sự nghiệp và Dự án kích cầu) khi mua sắm trang thiết bị y tế. Nguyên giám đốc bệnh viện Bình Dân Nguyễn Chí Hùng đã chi chênh lệch so với quy định với số tiền hơn 1 tỷ đồng sau 4 năm quản lý. Ngoài ra, bệnh viện Bình Dân còn chưa thực hiện đầy đủ theo quy chế chuyên môn trong khám chữa bệnh như: hội chẩn trước phẫu thuật, ghi chép thông tin y tế, ghi y lệnh điều trị hàng ngày, chưa xây dựng quy trình kỹ thuật trong thực hiện phẫu thuật cho người bệnh.

### Bác sĩ bệnh viện Bình Dân "mồi chài" bệnh nhân ra ngoài mổ dẫn đến tử vong
Thấy người phụ nữ nóng lòng muốn phẫu thuật, một bác sĩ tại Bệnh viện Bình Dân (Thành phố Hồ Chí Minh) đã tư vấn cho bà sang một bệnh viện khác để trực tiếp phẫu thuật. Tuy nhiên tối hôm đó, bệnh nhân lên cơn biến chứng sau mổ và tử vong vào ngày 17/4.
Theo người nhà bà Sương (bệnh nhân 66 tuổi, quê Vĩnh Long, thường trú tại đường Trường Sa, quận Bình Thạnh, Thành phố Hồ Chí Minh), chỉ vì nghe lời tư vấn của một bác sĩ ra bên ngoài phẫu thuật nội soi dù không có chỉ định, bà Sương đã phải đánh đổi mạng sống.
Người nhà bệnh nhân kể lại: "Chị Hai tôi (tức bà Sương) lồng 1 đoạn ruột. Đi khám ở bệnh viện Bình Dân, nơi đây không chỉ định phẫu thuật can thiệp mà uống thuốc. Do khi ăn no hay bị đau râm ran nên chị tôi muốn phẫu thuật để giải quyết dứt điểm. Nhưng bệnh viện Bình Dân nói chưa mổ được do máy móc chuyên dụng mới nhập về, kêu chờ. Chị được bác sĩ quen biết tên là S. tư vấn đưa ra bệnh viện liên kết là bệnh viện Bưu Điện để mổ nội soi". Quá nôn nóng trị bệnh nhanh để sang nước ngoài với gia đình nên người phụ nữ nhanh chóng đồng ý. Ngày 14/4 sau khi đi chợ về, hai vợ chồng bà Sương chở nhau từ khu vực Thị Nghè (quận Bình Thạnh) đi bệnh viện Bưu Điện làm phẫu thuật nội soi. Người nhà bệnh nhân kể tiếp: "Ca mổ xong, bác sĩ S. giao chị lại cho bệnh viện Bưu Điện chăm sóc hậu phẫu. Đêm đó chị tôi đau đớn rên la dữ dội. Đến sáng kết quả xét nghiệm cho thấy chị Hai bị xuất huyết ổ bụng, nhiễm trùng vết mổ do quá trình mổ thiết bị gặp sự cố, may sót mũi, dẫn đến vết thương hở...". Sau đó phía bệnh viện Bưu Điện tiến hành gây mê để phẫu thuật lần 2. Tuy nhiên bà Sương bị hôn mê sâu. Đến khoảng 13 giờ ngày 16/4, nữ bệnh nhân được chuyển đến bệnh viện Chợ Rẫy nhưng lúc đó đã quá muộn. Đến 8 giờ tối qua 16/4 thì bệnh nhân chết não, huyết áp sụt còn 40, tim ngừng đập. Sau khi chích 2 mũi thuốc tim, tiến hành cấp cứu, tim bệnh nhân đập trở lại và huyết áp có nhích lên chút đỉnh. Đến 11 giờ 10 phút trưa nay (17/4) thì bệnh nhân được xác nhận đã tử vong.
Được biết, ca phẫu thuật nội soi cho bà Sương được tiến hành ngoài giờ làm việc chính của bác sĩ S. Việc một BV cho phẫu thuật viên nơi khác thuê phòng mổ diễn ra khá phổ biến hiện nay.